# HD 62613
HD 62613，又名BD+80 238，SAO 1254、HR 2997，是一颗恒星，视星等为6.56，位于銀經133.68，銀緯29.44，其B1900.0坐标为赤經7h 39m 45.7s，赤緯+80° 29.44′ 59″。